# Muqadasa Ahmadzai
Muqadasa Ahmadzai, född 1992/1993 i Nangarhar i Afghanistan, är en aktivist, politiker och poet. 2017 var hon medlem i Afghanska ungdomsförbundet, som bildades 2016 och ställde upp i parlamentsvalet och deltog i fredsförhandlingar mellan Afghanistan och Pakistan. Hon har tilldelats Förenta nationernas N-Peace Award och utsågs till 100 Women (BBC) 2021.